# Działania powietrznomanewrowe
Działania powietrznomanewrowe – działania polegające na szybkim i skrytym przerzuceniu oddziałów i pododdziałów powietrznomanewrowych w głąb ugrupowania bojowego przeciwnika i wykonaniu zaskakujących uderzeń na wybrane obiekty jednocześnie z lądu i powietrza. 
Działania te są częścią ogólnej operacji lub walki wojsk lądowych i pozwalają na wykonanie szybkiego manewru w warunkach gwałtownie zmieniających się sytuacji na polu walki oraz szybkiego wykorzystania skutków własnych uderzeń ogniowych (w tym jądrowych).

## Cel działań
Ich celem jest zniszczenie najważniejszych elementów ugrupowania bojowego, organów dowodzenia i zaopatrywania, środków przenoszenia broni jądrowej, a także opanowania i utrzymania ważnych rejonów i obiektów na tyłach. 

## Prowadzenie działań
Działania powietrznomanewrowe prowadzone w ramach operacji (walki) ogólnowojskowych związków operacyjnych i taktycznych w znacznym stopniu zwiększają ich możliwości manewrowe, dzięki czemu zapewniają szybsze i skuteczniejsze wykonywanie zadań bojowych.